# 怪異症候群
『怪異症候群』（かいいしょうこうぐん）は、サークル『夕闇の季節』によるRPGツクール2000製のフリーホラーアドベンチャーゲーム。2011年10月23日に一作目が公開。その後、2015年4月12日に続編となる『怪異症候群2』、2019年5月5日に『怪異症候群3』がそれぞれ公開された。

## 概要
インターネット上で人気の都市伝説を題材としている。作者のナオは制作にあたり影響を受けたゲームとしてクロックタワーゴーストヘッド、夕闇通り探検隊、ドラマでは銀狼怪奇ファイルを挙げている。
2011年10月23日、『怪異症候群』公開。
2015年4月12日、『怪異症候群2』公開。
2019年5月5日、『怪異症候群3』公開。

## 登場人物

### 主要人物
姫野 美琴（ひめの みこと）
シリーズの主人公。菊川市に住む女子高生。封魔を司る姫野家の末裔。文学系で大人しめの性格をしている。頭の両サイドに付けている赤い髪結紐がトレードマーク。「1」以降、常に自身を助け支えてくれた氷室に恋心を抱いている。
「1」ではひとりかくれんぼを皮切りに様々な怪異に襲われる現象「怪異症候群」に罹ってしまう。怪異それぞれが命に関わる危険なものであるが、姫野家の血により怪異への高い耐性を持ち、また怪異を撃退する際にはその場の物を投げ付ける等、臨機応変さと行動力を見せる。「1」では当初こそ困惑と恐怖を抱いていたが、その力と共に姫野家の先祖の霊と徐々に共鳴していき、最終的には神代の怨念を打ち倒すほどまでに成長する。
「2」では彼女を巻き込ませまいとする氷室に突き放されてしまうが、それでも密かに見守る立場を取る。氷室が倒れた際には自身の思いを込めた御守りを手渡し、それが最後の戦いにおいて氷室の大きな助けとなった。
「3」では中間パートや最終章で操作することになる。自身の特異な血筋と境遇に悲観する神代由佳を支えたり、神経質になるあまり配慮に欠けた言葉をかける氷室に毅然と反論する等、精神的にも成長している。姫野家としての力も健在で、強大すぎるあまり誰も手がつけられなかった「巣くうもの」に氷室と共に立ち向かい滅することに成功した。
神代 由佳（かじろ ゆか）
美琴の親友の女子高生。呪術を司る神代家の末裔。元ネタは「SIREN」。
「1」では興味本位で行ったひとりかくれんぼが神代の血の力によって怪異となってしまい、結果として両親と兄を失う。自身の引き起こした事態に深く落ち込んでいたが、やがて立ち直り亡くなった家族の分も生き抜く事を目標として歩き出した。
「3」では第一章の主人公。下校中の電車できさらぎ駅に迷い込んでしまい、戸惑いつつも異界を探索し金森達の助けを借りて現世へ帰還する。
氷室 等（ひむろ ひとし）
菊川警察署特務課所属の警察官。階級は警部補。元ネタは「クロックタワーゴーストヘッド」の礎等。怪異に対しては霊光銃と呼ばれる専用武器で戦う。ひとりかくれんぼで姫野を保護して以降、彼女の相談役兼サポート役となる。警察官として強い正義感と責任感、ブレない精神力を持つ。一方で姫野達を巻き込みたくないという思いが強いがためにあえて突き放したり、悩んでいる神代由佳に冷淡な言葉をかけてしまい姫野に叱責される等、その責任感が裏目に出てしまう事もある。
「1」では次々と怪異に襲われる姫野に寄り添い支え続ける。猿夢や能面などそれぞれの場面で姫野の危機を救う事も多く徐々に彼女からも信頼されていき、神代の怨念と対峙する姫野を最後まで見届けた。
「2」では主人公を務める。コトリバコによって引き寄せられた怪異を特務課の仲間達と共に浄化させていく。しかし最前線で怪異に晒され続けた結果、彼自身も「怪異症候群」に罹りかけてしまう。また姫野と違い耐性もないことから徐々に精神を蝕まれついには倒れてしまうが、姫野にまじないの御守りを託された事で回復し、ばら撒かれた最後の怪異である「ゆんゆん」を倒す。
「3」では巨大組織の陰謀に振り回されながらも怪異に巻き込まれた仲間達を助けるべく奔走する。途中、組織の陰謀で振り回される自身の立場や終わる事のない怪異との戦いに憔悴し心が折れかけてしまうも、加賀と霧崎から激励の言葉をかけられたことで自身の警察官としての意義を見出し、これからも怪異と戦っていく事を誓った。終盤、突如暴れ出した巣くうものと戦い負傷してしまうが、駆け付けた姫野を後方からサポートし巣くうものを討ち果たした。
加賀 剛（かが つよし）
新聞記者兼オカルトジャーナリスト。氷室の友人。オカルトに関して造詣が深い。元ネタは「クロックタワーゴーストヘッド」の剛元亘。
霧崎翔太（きりさき しょうた）
民俗学者で大学の講師も務める。氷室の友人。元ネタは「流行り神 警視庁怪異事件ファイル」の霧崎水明。
神代春子（かじろ はるこ）
由佳の妹。天真爛漫な少女。他の家族に比べて神代の血が濃く姫野と同じく怪異への耐性を持ち「2」や「3」では霊感能力を徐々に覚醒させていく。
「1」では家族と共にひとりかくれんぼに巻き込まれるが、押し入れに隠れて難を逃れた。その後は保護され、旧神代家の旅館に匿われるが怪異の兆候が見られたため、祖母と共に避難する。
「2」では怪異への耐性や霊的な感知能力が強くなり、コトリバコが直近にあるにもかかわらず影響を受けず、また氷室を護っていた守護霊に感づいている。
「3」では三章にて主人公を務める。怪異に襲われる間際の加賀の夢に現れ忠告する、透視や過去視が可能等、より強い霊感能力を覚醒させている。物語後半には体内に「巣くうもの」を内包している事が判明し、この存在によって怪異の影響を受けなかったと予想されている。終盤では「巣くうもの」が暴走し体を乗っ取られてしまうが駆けつけた姫野によって救われる。
小暮紳一（こぐれ しんいち）
「2」「3」で登場。特務課の一員で氷室の部下として怪異に立ち向かう。後に警察官を退職する。かつては怪異に怯える妹を守る心優しい兄だったが、ある日疲労から妹を冷たく突き放してしまい、結果として妹は怪異に取り殺されてしまったという過去を持つ。その事から怪異とそれに関わる人間を激しく憎んでいる。
「2」における一連の事件の黒幕。コトリバコを神代家に仕込んだ張本人で、それにより集まってきた怪異を滅する事が目的であった。しかし怪異を憎むあまりそれを滅する為には手段を選ばない冷酷な一面を見せ、発生した怪異によって被害が出ることも厭わず、また呪術の血筋である神代由佳にも軽蔑する言葉を投げかけている。物語後半で本性を現し、八尺様を倒し満身創痍の氷室を襲撃して霊光銃を奪う。その後、高木から今回の件についてケジメをつけるよう焚き付けられ、氷室と肉弾戦の一騎打ちを行うも敗れ姿をくらませた。
「3」では姦姦蛇螺を封印する村へ単独で訪れ、怪異に遭遇する。探索中に出会った神代春子をなし崩し的に保護するが、姦姦蛇螺へ向かう途中に彼女を奪われてしまい、春子を救出すべく姦姦蛇螺と激闘を繰り広げた後に倒し、春子を救出する。その後は生死不明となっていたが、終盤で包帯を巻いた状態で姿を見せ氷室と言葉を交わした。

### 菊川警察署・特務課
中川良助（なかがわ りょうすけ）
特務課課長。怪異の技術発展への利用を模索する組織エイチエムの一員でもある。 常に冷静沈着で的確な指示を出すが、自身の本心を明かさない底知れなさを見せる。怪異を悪用しようという意思はなく怪異の技術発展への転用を真剣に考えている。
「3」において特務課として怪異に立ち向かう中で裏で動くエイチエムとネクタールの陰謀を暴く為に奔走。事件の黒幕であるエイチエムのボスを追い詰め、失脚させる。事件解決後はエイチエムの管理職となった。
高木健二（たかぎ けんじ）
特務課の一員。常にサングラスを掛け、その口調も相まって威圧的な印象を受ける。エイチエムから分派した組織ネクタールの一員。本来ならエイチエム所属の中川とは敵対関係だが、同じ特務課として怪異へ立ち向かうという関係上、お互いに不干渉を貫いている。
金森雛子（かなもり ひなこ）
特務課の紅一点。姫野と同じく封魔を司る金森家の令嬢。名家の娘であるが、常にローテンションかつ気分屋であり他人に対して辛辣な言葉をたびたび発する。特務課ではその霊感能力を活かした情報収集や偵察を行う。また大規模な怪異の場合は自身も現場に赴き、邪気の流出を防ぐといった任務も行う。

青峰一（あおみね はじめ）
「3」にて特務課に追加人員として配属される。非常に無口で作中は一言も言葉を発さない。その正体はエイチエム所属の人間で、組織の行う怪異の実験の為の裏工作や邪魔な人間の排除などを秘密裏に実行している。鉄柱を素手でへし折る等、人間離れした力を持つ。
「3」の後半ではエイチエムにとって邪魔な存在となった中川を始めとする特務課の人間達を排除する為、暗躍を始める。氷室が怪異と対峙している間に加賀と霧崎にも危害を加えた事から氷室の怒りを買い、高木の策略によって誘き出されたところに氷室と一騎打ちを行うも敗北し粛清を受けた。
田邊孝一（たなべ こういち）
特務課の元リーダー。本編では故人。

### 神代家
神代伊代（かじろ いよ）
由佳の祖母。旧神代家の旅館の女将。家族を亡くした由佳や春子を常に気遣っている。シリーズを通して様々な怪異に巻き込まれるが、その都度難を逃れ生存者となる。
神代初（かじろ はじめ）
由佳の父。神代家当主。ひとりかくれんぼで動き出したクマのぬいぐるみに腹部を刺され死亡する。その後は頭部を切断されるが、神代の血によって動き出し姫野を襲う。
神代夏子（かじろ なつこ）
由佳の母。姫野が神代家を訪れたタイミングでクマのぬいぐるみに2階から突き落とされ死亡する。神代家の血筋ではない為、動き出す事はなかった。
神代和也（かじろ かずや）
由佳の兄。クマのぬいぐるみから逃れようと風呂場に隠れるが、見つかってしまい胴体を切断され死亡する。神代の血が流れている為、死亡後でも姫野に反応して動きそのままどこかへ姿を消した。

### その他
保坂里美（ほさか さとみ）
菊川市に住む中年女性。くねくねによって閉ざされた異空間の中での生存者。しかし非常時とはいえコンビニで無銭飲食をする、突然怒り出すまたは笑い出す等、情緒が不安定で姫野からも怪しまれている。
かつて育児ノイローゼで我が子を井戸に捨て殺した過去があり、その子どもがくねくねになったのではないかと考えている。その後、今回の怪異の原因は姫野であると一方的に決めつけ敵意を露わにするが、背後に現れたくねくねを至近距離で見てしまい発狂死した。
佐藤淳二（さとう じゅんじ）
菊川市に住む農家の老人。くねくねを目視し認識したことで発狂してしまう。その後の生死は不明。
中島三枝（なかじま さんし）
菊川市新S区の住人。
物部天獄（もののべ てんごく）
カルト教団「天魁教」教祖。

## 登場する怪異

### 怪異症候群（1作目）に登場
ひとりかくれんぼ
Chapter1に登場。神代由佳が行ったひとりかくれんぼにより動き出したクマのぬいぐるみ。包丁を片手に徘徊し神代由佳に重傷を負わせ、由佳の両親と兄を惨殺する。神代家を訪れた姫野を追い回すが、機転を利かせた姫野に捕獲され暖炉に放り込まれて消滅した。
くねくね
Chapter2に登場。人型にも見える白い霧状の怪異。菊川警察署付近の田園地帯に出現し、一帯を異空間として姫野を閉じ込める。通常であればその姿を目視で認識しただけで発狂してしまうが、姫野には利かず彼女を追い回す。最後はとある神社の神主によって祓われる。その正体として保坂がかつて殺してしまった子供が怪異となったことが示唆されている。
猿夢
Chapter3に登場。夢に現れ、夢の中で対象を惨殺し死に至らしめる怪異。姫野に取り憑き彼女を夢の世界へ閉じ込める。声のみの車掌、執行役の二人組のピエロとして現れ、夢の世界で姫野を仕留めようと狡猾な手口で追い詰める。ピエロ達は姫野の機転により撃退され、車掌は霧崎の装置で干渉可能となった氷室に討たれた。
能面
Chapter4に登場。旧神代家の旅館に飾られていた能面に神代の怨念が取り憑き動き出したもの。氷室に脇差しで串刺しにされ消滅したが、神代の怨念によって巨大な姿となり復活し姫野と一騎打ちとなる。最後は祖先の力を覚醒させた姫野に滅された。

### 怪異症候群2に登場
コトリバコ
case1に登場。小暮によって密かに神代家に仕込まれた木製の箱である呪物。幼い子どもと子を産める女性が呪いの対象であり一族断絶を目的に使われることから「子取り箱」とも呼ばれる。作中のコトリバコは呪いの強さが最上級の「ハッカイ」であり、その影響で神代家に怪異が集まってしまった。氷室によって周囲の怪異が祓われた後、二度と人手に渡らぬよう地中深くに埋められた。
裏S区
case2に登場。菊川市の一角にある住宅街。一見、普通の住宅地だが霊の通り道であるらしく「ＸＸＸ」と呼ばれる怪異が人に取り憑き奇行に走らせ発狂させてしまうとされる。警戒にあたっていた氷室に取り憑こうとするが、氷室を守っていた神社の精によって阻まれ、最後は逆に空き地へと追い詰められ祓われた。
八尺様
case3に登場。見上げる程の長身に白いワンピースを着た女性の姿をしている、一般にも認知されているほどの強大な怪異。ある村に封印されていたが、境界の道祖神が壊された事で封印が解かれ新星村へとやってきた。新星村の土地や自然に干渉し人型の怪異を多く生み出すなど強い力を持つ。氷室を呪い殺そうと付け狙うも最後は一騎打ちとなり倒された。
リョウメンスクナ
case4に登場。物部が日本を滅ぼす為に人間を用いた蠱毒から造り出した呪物。シャム双生児の即身仏で二面一体の奇怪な姿をしている。この呼称は日本書紀や飛騨地方に伝わる二面四腕の鬼神にして大妖怪「両面宿儺」に由来する。スクナ本体の戦闘力はそこまでないものの、日本全土が大混乱に陥る程の強大な呪力を持つ。物部の腹部を腕で貫き殺害した後、自ら動き出して氷室に襲い掛かるも、氷室によって蹴りを受け暖炉に放り込まれて灰と化した。
ゆんゆん
case4に登場。物部の両面宿儺を介した呪いの影響で次元の隙間から現れた怪異。白い着物を着た女性のような姿をしている。瞬間移動や遠隔からの多彩な攻撃など強い力を持つ。その力で氷室を焼き尽くそうとするが、姫野が密かに託していたお守りに阻まれ、最後は力尽きたところに蹴りを受け倒された。

### 怪異症候群3に登場
きさらぎ駅
第一章に登場。神代由佳が迷い込んだ異界に存在する駅。限りなく死に近い場所とされ、迷い込んだ人間を無意識のうちに死の世界へ誘おうとする。行き来は可能とされるが、その為には現実世界へと隔てる壁を取り払う方法が必要となる。
邪視
第二章に登場。加賀が三界山で遭遇した白い肌に一つ眼という容貌の人型の怪異。目が合った者を絶望させる邪視の力と奇怪な歌で相手を強制的に眠らせる力を持つ。加賀に三界山で一度振り切られるが、麓の街まで追ってくるなど非常に執念深い。性的なものや汚物が弱点とされ、霧崎に散水機を利用した汚水のシャワーを浴びせられるがそれでも倒れず、助けに来た氷室に頭部を撃ち抜かれ祓われた。この怪異の正体は山に捨てられた赤子が「アガリビト」になってしまい、さらに捨てられた恨みから邪視を宿したのではないかと霧崎が考察している。
姦姦蛇螺
第三章に登場。ある山間の村に数百年前から封印されていた怪異。巫女の上半身、蛇の下半身という半人半蛇の姿をしている。定期的に行われる封印の儀式の際にネクタールの陰謀により封印が解かれてしまう。村を霧で覆う、人型の怪異を使役する等、強い呪いの力を持つ。村で暴れ回った後に神代春子を攫い、それを追ってきた小暮と激しい戦いを繰り広げるも小暮に倒される。
巣くうもの
最終章に登場。いつからかは不明だが神代春子の体内に巣食っていた怪異。非常に強大な力を持ち、神代春子が今まで他の怪異に襲われなかったのは「巣くうもの」を内包していた事が理由とされる。しかし神代春子を守ってきたのは善意ではなく「自身にとって都合が良いから」と予想されている。作中終盤で突如として神代春子を乗っ取り暴れ始める。駆けつけた姫野によって神代春子から引き剥がされ、姫野と氷室の共闘によって滅された。